# Королевич
Королевич (жін. Королівна) - монарший титул, який був поширений в Королівстві Русі-України[джерело?], Угорському королівстві, Польщі, Великому князівстві Литовському, Руському (Українському) і Жемантійському[джерело?], а пізніше в Речі Посполитій й відносився до синів і дочок Королів Русі, Угорських та Польських королів, Великих князів Литовських, Руських (Українських) і Жемантійських.
Титул королевич і королівна не мають прямого еквівалента в інших мовах і були просто переведені (транслітеровані) в інших мовах.
Схожий на титул інфант, що застосовувався до королівських дітей іспанських та португальських монархів - нащадків престолу. У Франції існував титул дофін. Однак, на відміну від них, Королевичами називали не лише нащадків престолу, а й всіх офіційних дітей королів.  
Співмірні з англійський титулом prince і німецьким prinz, що також відноситься до нащадків королівського дому. 
Титул зустрічався у багатьох документах Великого князівства Литовського, Руського та Жемантійського та Речі Посполитої XV-XVI століття (наприклад: наказ королевича Казимира Жмудському старості Кантовту, 14 квітня 1441 року, Вільнюс). Королевич Владислав в 1617-18 роках ходив військовим походом на Московське царство і т.п.
Польська, а також литовсько-українська монархія не була спадковою з 1573 року, коли після смерті останнього короля Ягеллона був обраний королем Генріх III. 
У офіційному латинському титулі діти польських королів часто мали назву Poloniae princeps або Dei Gratia regius princeps Poloniae et Lithuaniae.
Титул "королевич" також зустрічається в багатьох українських, білоруських, польських казках, легендах, байках.